# بست کمربندی

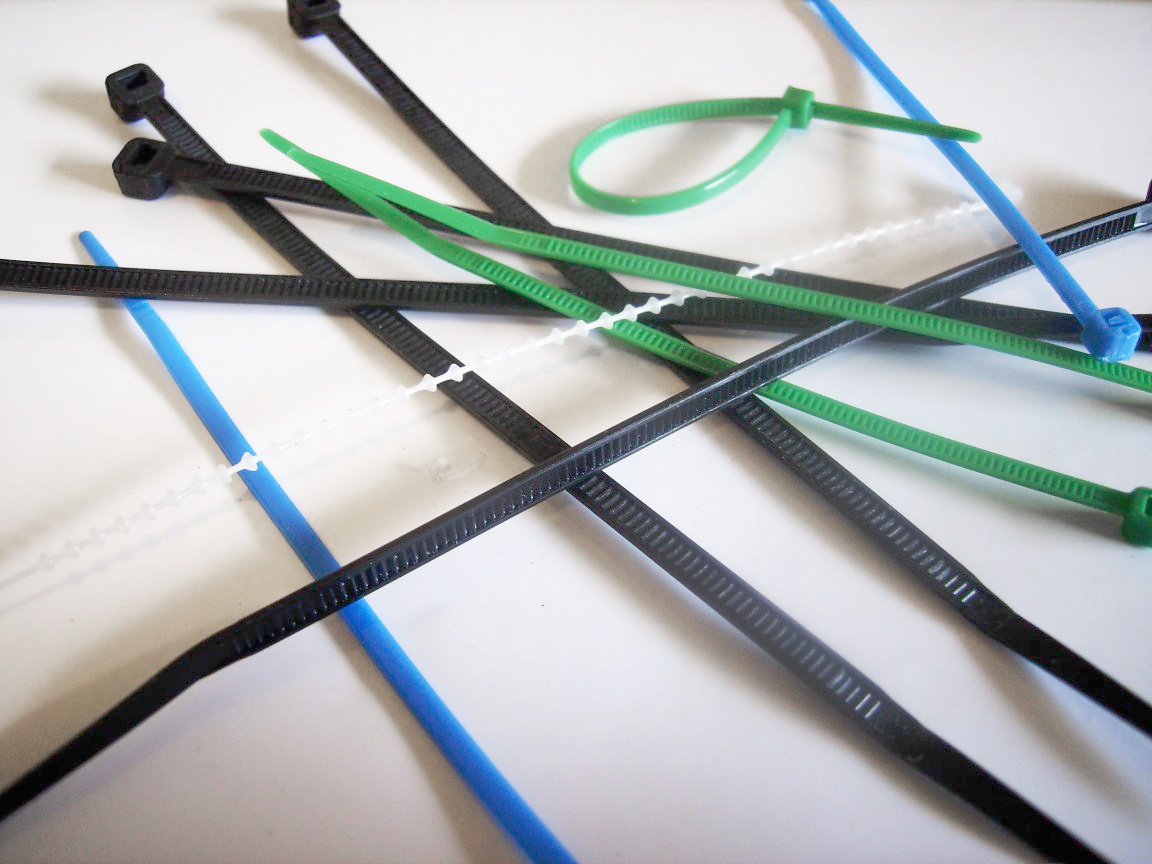
انواع بست کمربندی

بست کمربندی نوعی بست جهت نگهداشتن چند جسم یا کابل در کنار یکدیگر می‌باشد که به دلیل هزینه پایین و سهولت استفاده از آن‌ها، در موارد گسترده‌ای بکار گرفته می‌شود. از کمربندهای کابل با جنس فولاد ضدزنگ در فضاهای باز یا محیط‌های خطرناک استفاده می‌شوند.

## طراحی و کاربرد

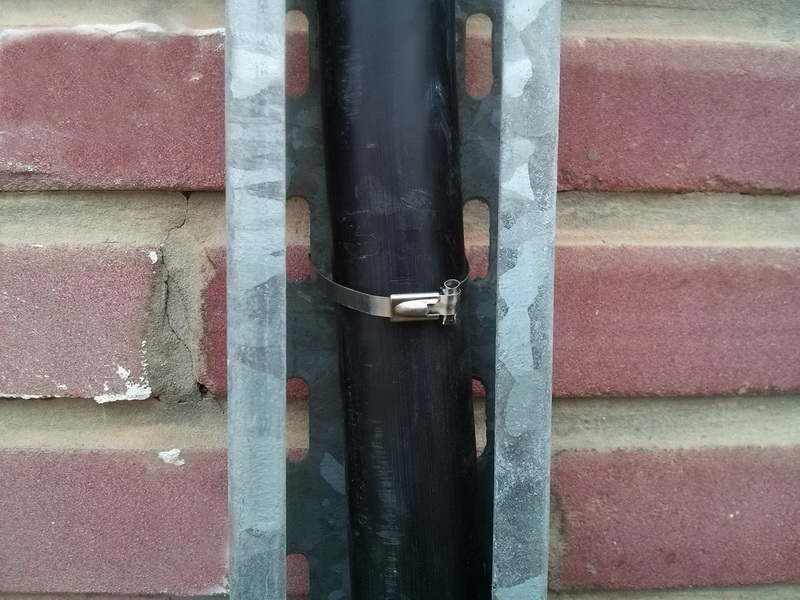
استفاده از بست کمربندی جهت نگهداشتن کابل برروی سینی کابل

اکثر کمربند کابل‌ها از نواری پلاستیکی دندانه‌دار که در انتهای آن ضامن جمع‌کننده‌ای قرار دارد، تشکیل شده‌اند. هنگامی که نوک بست کمربندی از درون ضامن عبور می‌کند، ضامن مانع برگشت نوار می‌شود و حلقه فقط می‌تواند کوچکتر گردد. در این حالت چند کابل می‌توانند به یکدیگر اتصال یابند.
به منظور افزایش مقاومت بست کمربندی در برابر نور ماوراء بنفش در فضاهای باز، پلاستیک بکار رفته حاوی حداقل ۲٪ کربن سیاه جهت محافظت از زنجیر پلیمری و افزایش طول عمر بست کمربندی می‌باشد.

## تاریخچه
بست کمربندی برای اولین بار توسط شرکت الکتریکی توماس و بتس، در سال ۱۹۵۸ تحت نام تجاری Ty-Rap اختراع شد. در ابتدا آن‌ها برای مهار سیم هواپیما طراحی شده بودند. در طرح اصلی از یک دندانه فلزی استفاده می‌شد، و هنوز هم قابل تولید هستند. طراحی‌های تولیدکنندگان بعداً به طرح‌های پلاستیکی تغییر کرد.

## بست کمربندی پلاستیکی
بست کمربندی پلاستیکی یکی از انواع بست می باشد که خود به دو نوع تقسیم بندی می شود. نوع اول از جنس نایلون 6.6 بوده و ساختار نوع دوم را نایلون 6.4 تشکیل می دهد. خصوصیات این دو نوع اکثرا یکسان بوده و می توان به موارد زیر اشاره کرد:
بست های کمربندی پلاستیکی، همانند دیگر محصولاتی که از پلی آمید ساخته شده اند، نسبت به شرایط محیطی حساس و تاثیر پذیر هستند. بنابر این باید در محیط خشک و خنک انبارش شوند. این محصولات در کیسه های خلاء شده بسته بندی شده و ضروری است تا قبل از زمان استفاده در این نوع بسته بندی نگهداری شوند. بهترین زمان مصرف بست کمربندی پلاستیکی بعد از باز کردن بسته بندی خلاء، ۳۰ روز می باشد. تفاوت این دو نوع در مقاومت در برابر اشعه ی خورشید بوده که نوع دوم مقاومت بسیار بالاتری نسبت به نوع اول دارد. لازم به ذکر است که نوع اول با رنگ شیری رنگ در بازار یافت می شود.

## بست کمربندی استیل
بست استیل کارایی مشابه نوع پلاستیکی دارد با این تفاوت که در موارد با مقاومت بالا استفاده می گردد از جمله این موارد می توان به خوشه بندی لوله ها و شیلنگ ها اشاره کرد. این محصول خود به دو نوع روکش دار و بدون روکش تقسیم می شود. بدنه صاف و لبه های صیقلی بست کمربندی استینلس استیل علاوه بر مزیت خراش ندادن روکش کابل، عدم صدمه به دست برهنه نصب کننده را تضمین می کند. این نوع بست ها به عنوان بهترین نوع بست جهت خوشه بندی کابل های شبکه محسوب می شوند. قفل این نوع بست ها، از نوع توپی می باشد، بدین معنی که ساچمه ای از جنس استینلس استیل داخل محفظه قفل قرار دارد که در هر نقطه از بدنه بست می نشیند و بست را در یک مسیر قفل می کند (امکان شل کردن قفل پس از بستن آن میسر نیست).
همچنین، طراحی قفل توپی باعث سهولت و روانی نصب بست کمربندی استینلس استیل می شود. با توجه به عمر بسیار بالای این نوع بست ها، استفاده از آن جهت خوشه بندی دراز مدت کابل ها، لوله ها، و شیلنگ ها توصیه می گردد. همچنین، مقاومت کششی بالای بست های استینلس استیل، قدرت و امنیت را جهت خوشه بندی اجسام سنگین تضمین می کند.